# Трестлер, Иоганн
Иоганн Трестлер (нем. Johann Trestler, 27 октября 1887 — ?) — австрийский борец греко-римского стиля, призёр чемпионата мира.

## Биография
Родился в 1887 году в Миттельбахе. В 1911 году стал бронзовым призёром неофициального чемпионата мира в Вене. В 1912 году стал победителем неофициального чемпионата Европы в Вене, но на Олимпийских играх в Стокгольме не смог завоевать медалей. В 1913 году стал серебряным призёром официального чемпионата мира.